# سیارک ۳۸۹۸
سیارک ۳۸۹۸ (به انگلیسی: 3898 Curlewis، نامگذاری:1981SF9) سه هزار و هشتصد و نود و هشتمین سیارک کشف شده‌است که در ۲۶ سپتامبر ۱۹۸۱ کشف شد.
قدر مطلق سیارک برابر ۱۲٫۴۰ است.